# 私立武昌中华大学
私立武昌中华大学，是中国第一所不靠政府和外国人而独立创办的私立大学。它将中国古代兴办私学的教育传统和近代日本、欧美大学体制相结合，开创出符合近现代中国国情的高等教育模式。現址為武昌文华中学。

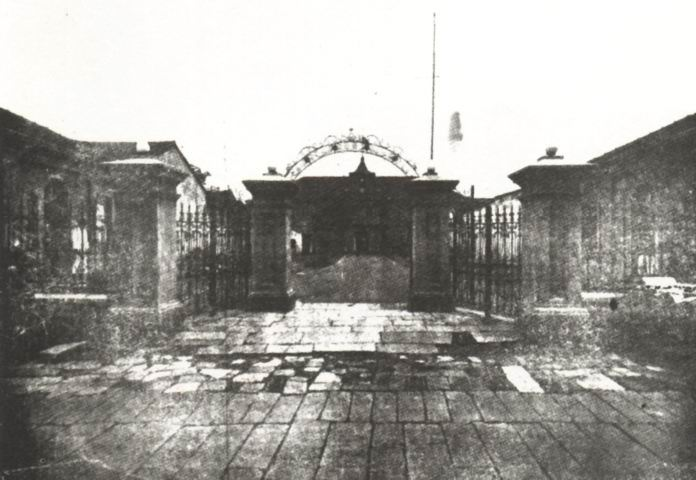
中华大学大门

## 历史沿革
- 1912年，湖北黄陂县陈宣恺和陈朴生先后捐田二百石，白银三千两，官票五千串，家藏书籍三千余部，同时还争得友人的支持和帮助，经过一番努力，筹建了私立中华学校，分设男女两部、中学部，由陈宣恺先生任校长。租校舍于武昌府后街与昙华林两处。同年八月开始招生。[1]
- 1914年1月，江汉大学停办，其中150人转入中华学校。
- 1915年3月，教育部正式认可该校为大学，并以倡办人陈宣恺为学校正式代表人。
- 1916年1月，司法部正式认可开办专门部司法科。
- 1917年11月，陈宣恺去世，由其子陈时继任中华大学代表人兼校长，定校训为“成德、达材、独立、进取”。
- 1920年2月，中华大学组织校董会。
- 1921年3月，中华大学调整学校组织系统，在校长下设立教务、总务两处，由林立任教务长，李式金任总务长。4月校董事会正式成立。
- 1926年4月，校舍被军阀刘玉春毁损，学校停办。
- 1926年冬，武汉国民政府改革高等教育，将国立武昌大学等高校与中华大学大学部及专门部合并改组为国立武昌中山大学，1927年冬，中山大学停办。
- 1928年1月，中华大学武汉校友发起复校运动，呈请湘鄂临时政务委员会批准，2月接收校址，3月13日开学。12月，令准学校立案。
- 1938年，抗日战争爆发，中华大学奉令疏散，先西迁湖北宜昌小溪塔，武汉沦陷后，又迁到重庆市南崖米市街。
- 1939年，学校在渝租借基地，筹建临时校舍。
- 1946年春，学校复员迁回武昌旧址。
- 1950年，中华大学改由湖北省人民政府文教厅直接领导。
- 1951年，中华大学分别受湖北省水利局、省人民银行、省人民政府财委会、省交通厅、省工业厅委托代办了水利、银行、会计、土木化工等五个专修科。
- 1952年，全国高等学校院系调整，中华大学的化学、国文两系与私立华中大学等高校合并成立华中高等师范学校（即华中师范大学）。
- 1953年，中华大学、中原大学、武汉大学等高校相关系科合并成立中南财经学院（即中南财经政法大学）。其他科系并入武汉大学。
- 1956年12月，中華大學在臺校友會決議在臺復校，先行籌辦中學部，次第恢復大學文理商等學院[2]。該次復校運動沒有下文。

## 院系设置

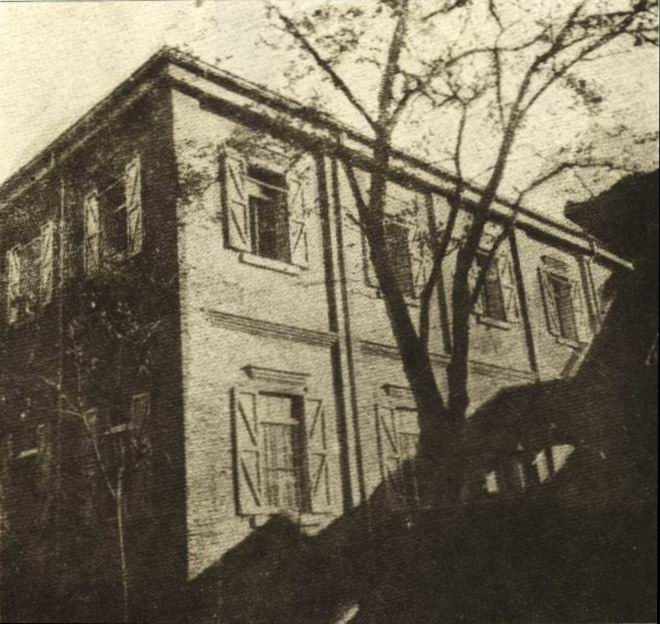
校舍一部

- 1912年，男生部开办大学预科、专门部（政治经济、法律两别科及英文专修科）；女生部开办师范、职业两专修科，并开办中学部、小学部。
- 1915年9月，开设文科大学本科、中国哲学门。
- 1916年，开设法科大学本科、经济学门。
- 1917年，开办商科大学本科、交通学门。
- 1923年8月，学校试行新学制，扩充学系，开办中国文学、教育学、经济学、法律学、数理学等系，同时开办高中。并开办研究科，招收特别选习生。
- 1928年复校，7月，遵照大学组织法改组，成立文、理、商3个学院，分为11系和2个专修科。
- 1930年，开办市政、师范两专科。
- 1949年4月，学校设有3学院8系1专修科。即文学院设中国文学系、外国语文学系、教育学系；理学院设数学系、化学系；商学院设经济学系、工商管理学系、国际贸易系、会计专修科。在校学生696人（其中本科632人、专科64人），教职工271人。

## 历任校长
- 校长 陈宣恺 1912年-1917年11月
- 校长 陈时 1917年11月-1945年8月（后改任常务董事长）
- 校长 王震寰 1945年8月-1948年
- 代校长 严士佳 1948年-1949年2月
- 校长 严士佳 1949年2月-1952年

## 著名校友

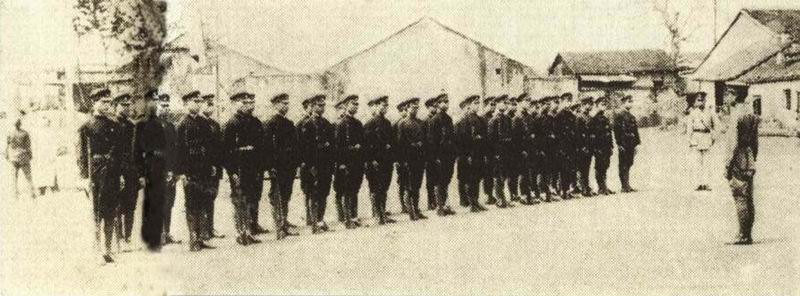
学生军训

### 教师
- 钱亦石、太虚大师、张子柱

### 学生
- 恽代英
- 王亚南，1927年毕业于教育系，马克思主义经济学家、教育家、原厦门大学校长
- 张光年，1935年肄业于中文系。笔名光未然。戏剧家，诗人。著名的合唱歌曲《五月的鲜花》作词、《黄河大合唱》中的全部500多行的作词。1949年后担任中央戏剧学院教育长、中央戏剧学院创作室主任，文化部艺术局副局长、《剧本》月刊主编、《文艺报》主编、1977年出任《人民文学》主编。中国作家协会书记处书记。1984年被选为中国作家协会副主席，中国作家协会党组书记。并被选为第三届、第五届全国人民代表大会代表。中国共产党中央顾问委员会委员。
- 黄负生
- 刘子通
- 林育南
- 萧鸿举
- 谢定远
- 唐际盛
- 曹学楷
- 陈学渭